# The Great Escape (album Blur)
The Great Escape – album muzyczny zespołu Blur wydany w 1995 roku.

## Lista utworów
1. „Stereotypes” – 3:10
2. „Country House” – 3:57
3. „Best Days” – 4:49
4. „Charmless Man” – 3:34
5. „Fade Away” – 4:19
6. „Top Man” – 4:00
7. „The Universal” – 3:58
8. „Mr. Robinson’s Quango” – 4:02
9. „He Thought of Cars” – 4:15
10. „It Could Be You” – 3:14
11. „Ernold Same” – 2:07
12. „Globe Alone” – 2:23
13. „Dan Abnormal” – 3:24
14. „Entertain Me” – 4:19
15. „Yuko and Hiro” – 5:24

## Certyfikaty i sprzedaż
| Kraj                   | Certyfikat         | Sprzedaż |
| ---------------------- | ------------------ | -------- |
| Francja (SNEP)         | złota płyta        | 100 000+ |
| Hiszpania (Promusicae) | platynowa płyta    | 100 000+ |
| Irlandia (IRMA)        | 2x platynowa płyta | 33 000+  |
| Kanada (MC)            | złota płyta        | 50 000+  |
| Norwegia (IFPI Norge)  | złota płyta        | 25 000+  |
| Szwecja (GLF)          | złota płyta        | 50 000+  |
| Wielka Brytania (BPI)  | 3x platynowa płyta | 900 000+ |